# 전지현
전지현(全智賢, 1981년 10월 30일 ~ )은 대한민국의 배우로 본명은 왕지현(王智賢)이다. 1997년 하이틴 잡지 《에꼴》의 표지 모델로 데뷔했다. 이를 본 싸이더스HQ 대표 정훈탁이 전지현을 발탁했고, 이후 드라마 《내 마음을 뺏어봐》 (1998), 《해피투게더》 (1999) 그리고 영화 《화이트 발렌타인》 (1999), 《시월애》 (2000)에 출연하면서 배우로서 경력을 쌓았다.  
2001년에는 차태현과 함께 《엽기적인 그녀》에 출연해 한국 로맨틱 코미디 영화로는 가장 높은 관객수를 동원한 영화라는 기록을 세우는 등 많은 인기를 얻었으며, 대종상영화제 여우주연상도 수상했다. 이후 《4인용 식탁》(2003), 《내 여자친구를 소개합니다》(2004), 《데이지》(2006), 《슈퍼맨이었던 사나이》(2008) 등 꾸준히 영화 출연을 했다. 2009년부터는 《블러드》와 《설화와 비밀의 부채》 (2011)에 출연하면서 해외 진출을 시도했다. 그러던 중 《도둑들》(2012)에 출연해 흥행에 성공하면서 재기를 알렸고, 이어 《베를린》(2013)에 출연해 액션 영화로는 가장 많은 관객 수를 기록했다. 같은 해 《별에서 온 그대》로 14년 만에 드라마 출연을 했다.

## 어린 시절과 교육
전지현은 1981년 10월 30일 충남 논산시 은진면에서 왕지현이라는 이름으로 왕정처와 묵창애 부부의 1남 1녀 중 막내로 태어났다. 왕지현(王智賢)이라는 이름은 "지혜롭고 어진 임금처럼 살라"라는 뜻으로 아버지가 지어준 것이다. 다른 가족으로는 다섯 살 많은 오빠 왕상진이 있는데, 현재 파리바게트 브랜드를 운영하는 파리크라샹 영업부에서 일하고 있다. 어렸을 적 아버지는 사업 때문에 외국에 자주 나가고, 어머니도 당시 직장생활을 해서 오빠가 많이 돌봐줬다고 한다.
전지현은 유치원 대신 삼성동에 있는 새동숙 미술학원을 다녔는데, 미술에 소질이 있었다. 어렸을 적부터 욕심이 많아 달리기 경기에서 어떻게 해서라도 1등을 하기 위해 친구 다리를 걸고 1등을 하는 등 한 번 무슨 일을 하면 최고가 되어야겠다는 신념을 그때부터 가졌다. 미술 학원을 우수한 성적으로 수료하고, 여덟 살이 되던 해 언북초등학교에 입학했다. 이후 계속 서울 강남에 살면서 언주중학교, 진선여자고등학교를 다녔다. 고등학교 시절 전지현은 서지영, 박지윤, 한혜진, 송혜교와 함께 강남 5대 얼짱으로 입소문이 퍼졌다. 2000년에는 동국대학교 연극영화과에 입학했고 2004년 졸업했다.

## 경력

### 1997~2002: 데뷔와 《엽기적인 그녀》
전지현은 1997년 당시 대표적인 하이틴 잡지였던 《에꼴》 표지 모델을 통해 데뷔했고, 이를 본 싸이더스HQ 대표 정훈탁이 16살이던 전지현의 가능성을 알아보고 발탁했다. 정훈탁은 당시 어린데도 성숙한 여인 같은 느낌이 있고, 소년의 분위기까지 풍기는 《레옹》의 마틸다가 생각났다고 한다. 이후 연기수업을 받으면서 데뷔 준비를 했고, 많은 사람들 앞에서 수줍어하는 성격을 고치기 위해 SBS 《인기가요》 MC를 맡았다. 당시 처음으로 출연하는 방송이였는데, 많은 실수를 해서 "어디서 저런 MC를 구해왔냐", "당장 바꿔라" 등의 지적을 받았다. 1998년 박신양, 김남주의 주연 드라마 《내 마음을 뺏어봐》에 출연하며 본격적으로 연기 활동을 시작했다. 드라마를 연출했던 오종록 PD는 전지현에게 본명인 왕지현의 성 왕(王)에 "삿갓을 쓴 모습"이 멋있다며 왕을 전(全)으로 바꿔 전지현이라는 예명을 지어줬다. 또 전지현의 가능성을 알아보고 자신이 연출한 또 다른 드라마 《해피투게더》(1999)의 막내 가영 역으로 캐스팅했다. 이 드라마로 1999년 SBS 연기대상에서 여자신인상을 받았다. 후에 전지현은 오종록이 데뷔 기회를 주고, 연기의 맛을 느끼게 해준 자신의 연기스승이라고 말했다.
1999년 전지현은 중국 가수 여명의 노래 〈사랑의 시작〉 뮤직비디오에 출연했다. 같은 해 테크노 댄스를 선보인 삼성 마이젯 프린터 광고에서 청순하면서도 섹시한 이미지를 구축해 엄청난 인기를 얻으며 자유로운 사고와 당찬 이미지로 X세대의 대표 주자로 일컬어지기도 했다. 또 영화 《화이트 발렌타인》에 박신양과 함께 정민 역으로 출연하며 영화 데뷔를 했고, 이 작품으로 제35회 백상예술대상에서 영화부문 여자 신인연기상을 수상했다. 2000년에는 이정재와 함께 멜로 영화 《시월애》에 은주 역으로 출연했다. 전지현은 CF 이미지를 영화에서도 그대로 소비하고 싶지 않았기때문에 애잔한 정서의 영화를 선택했다고 한다.
2001년에는 차태현과 함께 로맨스 코미디 영화 《엽기적인 그녀》에 출연했다. 《엽기적인 그녀》는 6주 연속 박스오피스 1위를 했고, 최종적으로 488만 명의 관객을 동원하며 한국 로맨틱 코미디 영화로는 가장 흥행한 영화라는 기록을 세웠다(이후 2007년 영화 《미녀는 괴로워》에게 밀림). 한국 뿐만 아니라 홍콩 박스오피스에서도 1위를 했고, 아시아 전역에서 많은 인기를 얻었다. 이렇게 영화가 성공을 거두면서 전지현도 단숨에 톱스타로 올라섰는데, 당시 대한민국 영화 시나리오 80%가 들어왔다. CF계 입지도 더 커지면서 9개 광고를 했고, 2002년 한 해 수입 50억을 기록했다. 또 《엽기적인 그녀》로 제39회 대종상영화제에서 여우주연상과 여자 인기상 2관왕을 했다. 제22회 청룡영화상 여우주연상 후보에도 올랐으나 수상에는 실패했다.

### 2003~2011: 상업적 부진

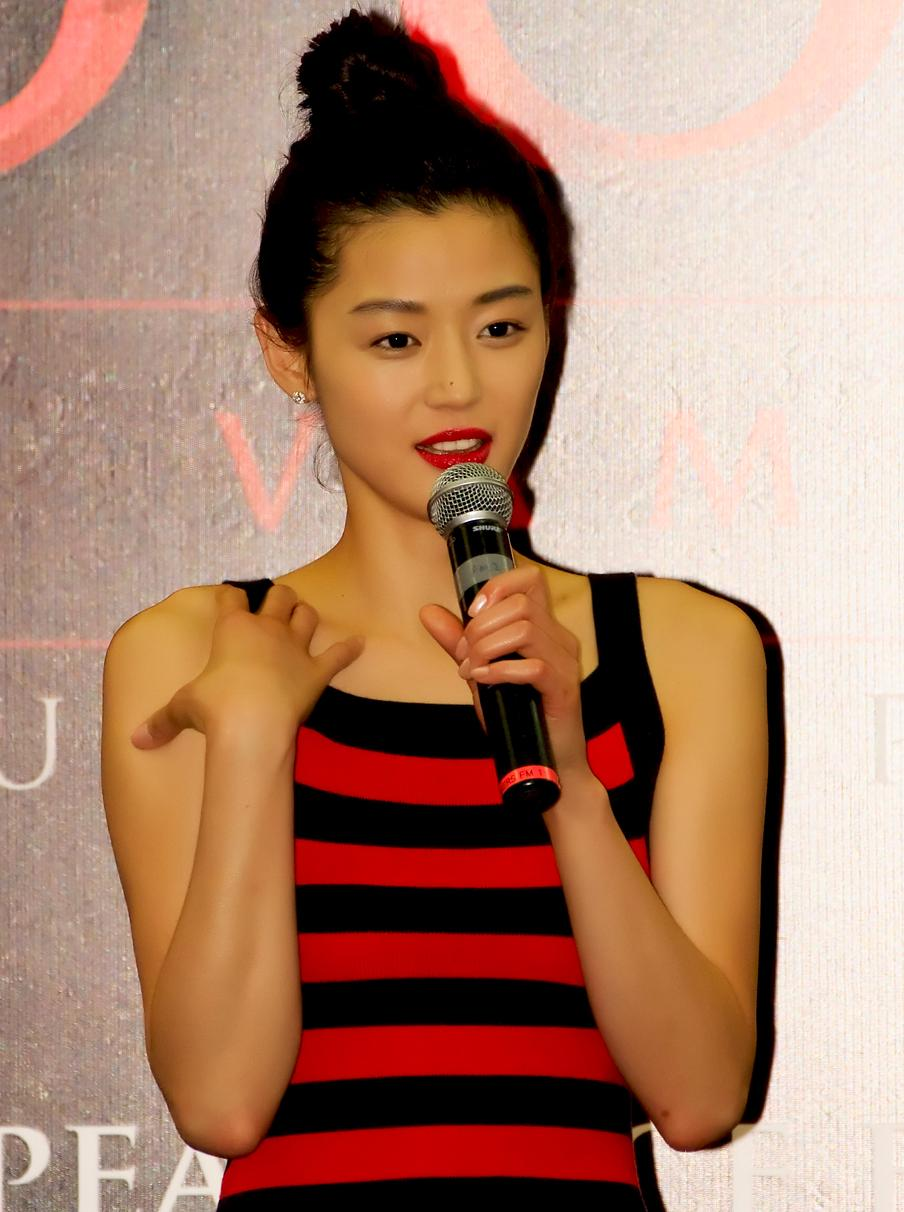
2009년 《블러드》 홍보 행사 당시의 전지현.

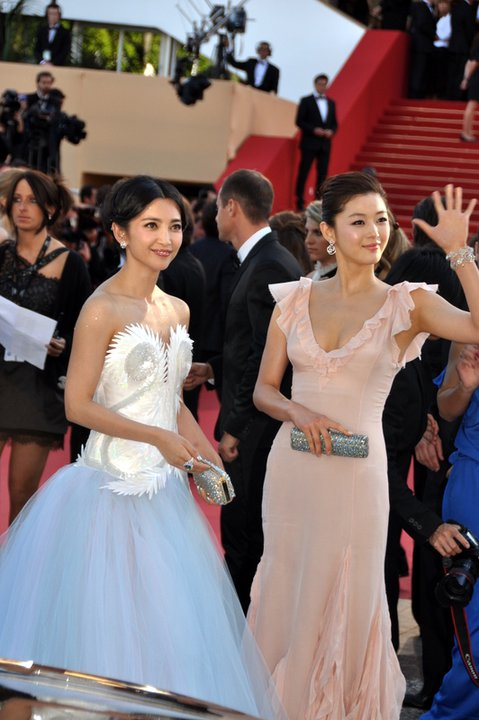
2011년 칸 영화제에 참석한 전지현 (오른쪽).

2003년에는 처음으로 공포 영화 《4인용 식탁》에 박신양과 함께 주연으로 출연했다. 《4인용 식탁》은 전국적으로 71만 명의 관객수를 기록했다. 2004년에는 장혁과 함께 《내 여자친구를 소개합니다》에 출연했다. 이 영화는 한국에서 200만 명의 관객수를 기록했고, "각종 CF에서 보여준 이미지의 재탕"이라며 대부분 부정적인 평가를 했다. 하지만 일본에서는 박스오피스 3위로 데뷔하면서 한국영화 오프닝 신기록을 세웠고, 최종적으로 20억 엔의 수익을 올리면서 일본에서 가장 흥행한 한국영화로 기록되었다. 또 일본에서 《내 여자친구를 소개합니다》 인터뷰, 촬영지 등을 담은 오피셜북이 출간되었다. 2006년에는 홍콩 유위강 감독의 다국적 영화 《데이지》에 혜영 역으로 출연했는데, 개봉 전부터 9개 아시아 국가에 수출되며 제작비 대부분을 벌어들였다. 2008년에는 황정민과 함께 《슈퍼맨이었던 사나이》에 송수정 역으로 출연했다.
이후 전지현은 해외 활동에 돌입하기 시작했다. 2009년 오시이 마모루 감독의 《블러드 : 더 라스트 뱀파이어》를 원작으로 한 일본, 홍콩, 프랑스 3개국 합작 판타지 액션 영화 《블러드》에 뱀파이어 헌터 사야 역으로 출연했다. 영화 자체는 혹평을 받았으나, 미국의 영화 평론가 로저 이버트는 "전지현은 정말 환상적이었다. 영화 속 캐릭터를 잘 소화해냈다"며 호평을 하는 등 배우로서는 인정받았다. 같은 해 전지현은 자신의 영어식 이름 지아나(Gianna)를 따 트루릴리전과 공동으로 지아나 by 트루릴리전(Gianna by True Religeon) 의류 라인을 출시했다. 2010년 10월에는 지난 13년간 같이 해왔던 싸이더스HQ와 계약이 끝났고, 이에 따라 전지현은 예전부터 함께 해왔던 매니저 임연정과 함께 제이앤코라는 기획사를 설립했다. 2011년에는 리사 리의 동명 소설을 원작으로 한 두 번째 해외 영화 《설화와 비밀의 부채》에 리빙빙, 휴 잭맨과 함께 소피아/설화 역으로 출연했다. 또 리빙빙과 함께 2011년 7월호 《보그》 미국판에 한국 배우로는 최초로 실렸다.

### 2012~현재: 재기 및 제2의 전성기
한동안 슬럼프에 빠져 있다가 2012년 최동훈 감독의 《도둑들》에서 줄타기 전문 도둑 예니콜 역을 맡으며 화려하게 재기에 성공했다. 《도둑들》은 최종 관객 수 1,300만 명을 넘으며 한국 영화사상 가장 많은 관객을 동원했다. 또한 아시아 8개 국가에서 개봉했는데, 홍콩 박스오피스에서는 《엽기적인그녀》 이후 10년 만에 1위를 했다. 2012년 11월에는 《도둑들》의 번외편으로 촬영 뒷이야기와 배우들의 인터뷰 등을 다큐멘터리 형식으로 담은 《도둑들 영화를 만들다》가 개봉되었다. 한편, 전지현은 2010년 설립한 1인 기획사 제이앤코와 계약이 만료되면서 연예 사업보다 공연과 전시 사업을 주로 하는 회사 문화창고와 전속 계약을 맺었다.
소속사를 옮긴 뒤 2013년 영화 《베를린》에 련정희 역으로 출연했다. 《베를린》은 최종 관객 수 700만 명 이상을 기록하며 《아저씨》, 《좋은 놈, 나쁜 놈, 이상한 놈》을 넘어 한국 액션 장르 영화로서는 가장 많은 관객수를 기록했다. 상업적 성과 이외에 평론가, 감독들로부터 "역대 한국 영화 최고의 액션"이라며 좋은 평가를 받았고, 전지현의 연기 역시 좋은 평가를 받았다. 2013년 3월 29일에는 올'리브의 스타 요리 서바이벌 프로그램 《마스터셰프 코리아 셀러브리티》에서 미션을 전달하는 역할로 특별 출연했다. 2013년 7월 18일 부천체육관에서 열린 제17회 부천국제판타스틱영화제에 참석해 이병헌과 함께 프로듀서 초이스상을 받았다. 2013년까지 전지현은 총 영화 관객 수 26,757,491명을 기록해 한국 여자 배우 관객 수 순위 4위를 기록했다. 2013년 12월부터는 SBS 드라마 《별에서 온 그대》에 한류 스타 천송이 역으로 출연한다. 이 드라마는 1999년 《해피투게더》 이후 14년 만의 드라마 작품으로, 이 전에 《도둑들》에서 함께 했던 김수현과 주연을 맡았다. 《별에서 온 그대》는 최고 시청률 28.1%, 평균 시청률 22.6%를 기록하며 단 한번도 동시간대 시청률 1위를 놓친 적이 없다. 이 드라마로 2014년 5월 27일 열린 제50회 백상예술대상에서 TV 대상을 포함해 InStyle상까지 2관왕에 올랐다. 같은 해 《별에서 온 그대》로 2014년 SBS 연기대상에서 최고상인 대상과 베스트 커플상, 10대 스타상, 프로듀서상을 수상하여 4관왕에 올랐다.
2015년 전지현은 최동훈 감독의 1930년대 액션 영화 《암살》에 안옥윤 역으로 캐스팅 되었으며, 2015년 7월 22일 개봉하였다. 그리고 대종상 영화제에서 여우주연상을 수상하였다. 2016년 11월 16일부터 방송 된 SBS 드라마 《푸른 바다의 전설》에서 살아남기 위해서 인간과는 다른 특별한 능력을 갖게 된 인어 역으로 출연했다. 지난 2013년 '별그대' 신드롬을 일으킨 전지현과 박지은 작가의 재회작으로 화제를 모았다.

## 연기력

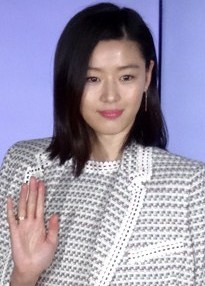
2015년 2월 11일 한샘 2015년도 S/S 신혼 라이프 스타일 쇼케이스에서 전지현.

전지현은 CF 스타라는 이미지와 더불어 연기력 논란이 많이 있었는데, 《도둑들》과 《베를린》을 거치면서 어느 정도 연기력을 인정받고 있다. 실제로 2013년 맥스무비와 조선일보에서 조사한 가장 좋아하는 한국 여배우 순위 중 3위를 차지했지만, 가장 연기력이 뛰어난 한국 여배우 순위에서는 10위를 차지했다. 영화평론가 황진미는 "《도둑들》을 통해 모든 자신의 이미지들과 화해했으므로, 《베를린》에서는 본래 가지고 있던 진중함과 속 깊은 연기를 보여줄 수 있었다. 전지현은 이제 여백으로 말하고, 절제함으로써 조화를 이루는 성숙함을 지닌 배우가 됐다"고 평가했다. 전지현에게 연기를 가르쳤던 안현모는 《도둑들》 캐릭터와 흡사한 면이 많은 배우라고 하며 "한 번 꽂히면 무섭게 집중하는 사람. 전지현은 장면에 대한 이해가 다 되면 그 순간 눈빛과 호흡이 변한다"고 말했다. HS애드의 시니어 카피라이터 정성욱은 "전지현은 특이하다. 공효진보다 예쁘고, 이나영보다 철없고, 수애보다 사악하고, 송혜교보다 건강해 보이며, 김태희보다 표현력이 풍부하다. 그녀에겐 가장 효율적으로 짧은 시간 내에 감정의 깊이를 전달하는 능력이 있다. 광고인 입장에선 사람들이 최근에서야 그녀의 연기력에 대해 놀라워하는 것이 새삼스럽고 뜬금없기까지 하다. 영화계에선 이제서야 겨우 그녀의 사용법을 익힌 것뿐"이라고 말했다. 장진 감독은 대한민국 최고의 여배우로 전지현을 꼽으며 "아주 훌륭한 외모를 갖고 있으면서도 선입견이 없는 배우다. 다양한 연기적 변신을 오갈 수 있는 몇 안 되는 배우다. 전지현은 아주 세련된 옷이나 천한 옷을 입히거나, 또 지적이거나 무식하거나 어떤 배역에서든 '~하는 척'하는 느낌이 안 나는 매력을 갖고 있다. '엽기'라는 키워드를 애교 있게 표현한 여배우는 전지현이 처음이 아닐까 한다"고 말했다.

## 이미지

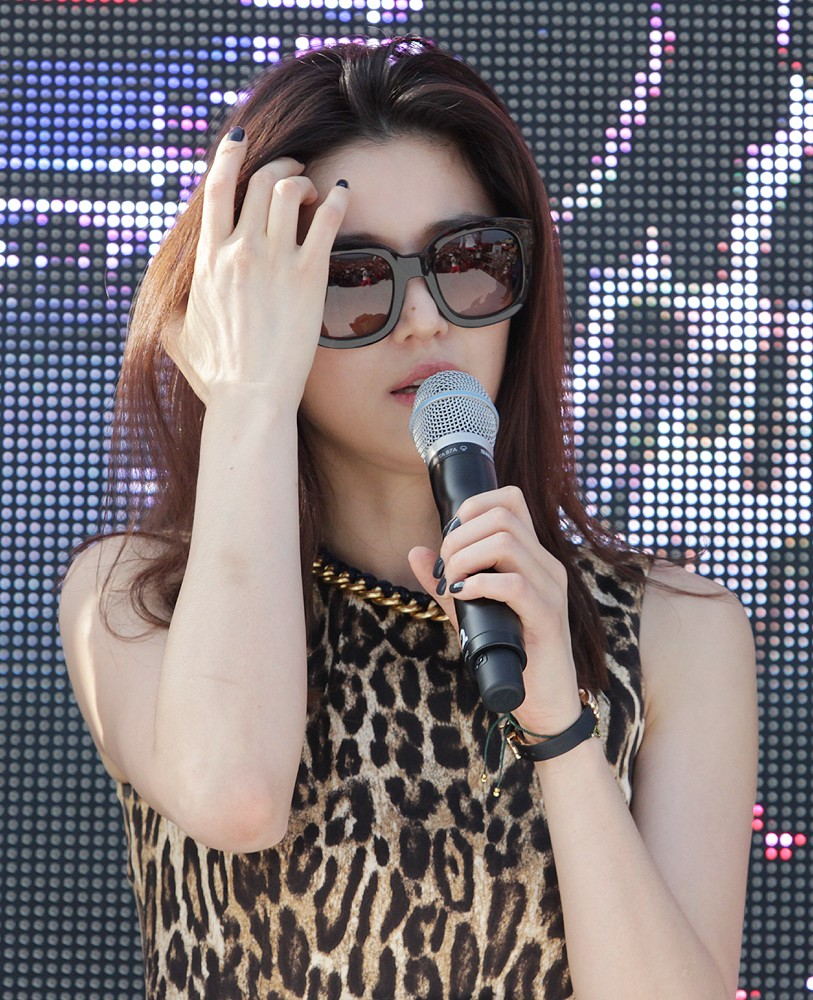
2012년 7월 12일 부산 해운대에서 야외 무대 인사하는 전지현.

전지현은 데뷔 이후 긴 생머리를 해오고 있고, 이는 실제로 전지현의 트레이드 마크로 불리기도 한다. 또 코 위의 점이 들여다보이는 수수하고 투명한 화장 역시 전지현의 특징으로 알려져 있다. 전지현은 이러한 이미지를 내세워 1999년 삼성 마이젯 프린터 CF를 시작으로 수많은 CF에 출연했다. 실제로 삼성 마이젯 프린터를 업계 1위에 올려놓았고, 2001년부터 11년 동안 해왔던 LG생활건강 샴푸 엘라스틴 역시 업계 1위에 올려놓았다. 이 외에 전지현이 출연한 광고 제품 대부분이 높은 매출을 기록하면서 "전지현 효과"를 불러왔다. 2004년 《세계일보》에서는 “전지현은 이미 우리 시대에서 하나의 ‘문화코드’다. 예전 최진실이 그러했듯 모든 CF는 ‘그가 출연하는 CF’와 ‘그렇지 않은 CF’로 나뉘고, 들고 나오는 상품은 경이적인 매출 신장을 기록하기 일쑤다”라고 썼다. 《마이데일리》의 대중문화전문기자 배국남은 IMC를 빼놓고는 전지현을 설명할 수 없다며 매체통합마케팅의 귀재라고 말했다. 한국방송광고진흥공사에서 조사한 올해의 선호 광고모델 순위 중 2003년, 2004년 연속으로 1위에 선정되었다. 2005년에는 3위, 이후 순위에 들지 못하다가 2013년 7위로 다시 순위권에 선정되었다.